# Winthemia duplicata
Winthemia duplicata là một loài ruồi trong họ Tachinidae.